# Francolim-de-riscas-cinzentas
O francolim-de-riscas-cinzentas (Pternistis griseostriatus) é uma espécie de ave da família Phasianidae endémica de Angola.
Os seus habitats naturais são florestas secas tropicais ou subtropicais, florestas subtropicais ou tropicais húmidas em regiões de planície e prados subtropicais ou tropicais secos em regiões de planície.
Está ameaçada por perda de habitat.